# Rimularia globulosa
Rimularia globulosa är en lavart som beskrevs av Coppins. Rimularia globulosa ingår i släktet Rimularia och familjen Trapeliaceae.   Inga underarter finns listade i Catalogue of Life.